# 悉尼·洛
悉尼·罗谢尔·洛（英語：Sidney Rochell Lowe，1960年1月21日—），美国NBA联盟前职业篮球运动员。他在1983年的NBA选秀中第2轮第25顺位被芝加哥公牛选中。